# O Egípcio
O Egípcio (em finlandês, Sinuhe egyptiläinen) é um romance do finlandês Mika Waltari.
Escrito em 1945, o livro conta a jornada de um médico egípcio que abandonado quando criança, foi criado por pais adotivos.
Tendo conhecido e ingressado na corte do faraó Amenófis IV (Aquenáton), ele conhece uma mulher bela e ardilosa, por quem se apaixona alucinadamente, perdendo todos os seus bens e a própria dignidade moral.
Então ele foge do Egito e por uma amizade com um dos comandantes do faraó torna-se um espião do exército egípcio e por conta disso viaja para as terras da Babilônia, Creta, Hati e Síria.